# SVAE
SVAE es el acrónimo de Soporte Vital Avanzado Enfermero y hace referencia a la ambulancia Tipo C, de Soporte Vital Avanzado, liderada por un enfermero/a.

## Normativa
Según el RD 836/2012, en su artículo 4, establece que "Las ambulancias asistenciales de clase C, deberán contar, al menos, con un conductor que esté en posesión del título de formación profesional de técnico en emergencias sanitarias antes citado o correspondiente título extranjero homologado o reconocido, con un enfermero que ostente el título universitario de Diplomado en Enfermería o título de Grado que habilite para el ejercicio de la profesión regulada de enfermería, o correspondiente título extranjero homologado o reconocido. Asimismo, cuando la asistencia a prestar lo requiera, deberá contar con un médico que esté en posesión del título universitario de Licenciado en Medicina o título de Grado que habilite para el ejercicio de la profesión regulada de médico, o correspondiente título extranjero homologado o reconocido".
Por tanto, las ambulancias de SVA o Tipo C, deben contar con un mínimo de un TES-conductor y un enfermero. Para diferenciar las unidades de SVA que disponen de TES, enfermero y médico, de aquellas que sólo disponen de TES y enfermero, se utiliza popularmente el término SVAE o UEnE (Unidad de Enfermería de Emergencias), aunque legalmente ambas se encuadran en la categoría Tipo C o SVA.

## Implantación
La implantación del servicio ha resultado dificultosa dado que los colegios y sindicatos médicos se han postulado en contra en múltiples ocasiones. sin embargo, varias comunidades ya se han adaptado a este modelo dada la falta general de médicos y, en especial, médicos especializados en emergencias. La primera unidad surgió en Cataluña con motivo de las Olimpiadas, extendiéndose poco a poco por España.
- Cataluña (1989)
- Andalucía (1999)
- Canarias (2003)
- Euskadi (2006)
- Castilla-La mancha (2015)
- Comunidad Valenciana (2017)
- Comunidad de Madrid (2018)
- Castilla y León (2022)
- Aragón (2023)